# لقراط (أولاد موسى)
لقراط هو دُوَّار يقع بجماعة دار العسلوجي، إقليم سيدي قاسم، جهة الرباط سلا القنيطرة في المملكة المغربية. ينتمي الدوّار لمشيخة أولاد موسى التي تضم 18 دوار. يقدر عدد سكانه بـ 2473 نسمة حسب الإحصاء الرسمي للسكان والسكنى لسنة 2004.

## روابط خارجية
- البوابة الوطنية للجماعات الترابية نسخة محفوظة 12 مارس 2018 على موقع واي باك مشين.
- المندوبية السامية للتخطيط